# K-423
Il K-423 è stato un sottomarino nucleare lanciamissili balistici sovietico appartenente alla classe Yankee I, entrato in servizio nel novembre 1970 e fu radiato nell'agosto 1994.

## Storia
La costruzione del sottomarino lanciamissili balistici (SSBN) K-423 fu intrapresa presso il cantiere navale Sevmash, a Severodvinsk con l'impostazione della chiglia avvenuta il 13 gennaio 1969. L'unità fu varata il 14 gennaio 1970, ed entrò in servizio il 13 novembre 1970, assegnato il 24 novembre dello stesso anno  alla Flotta del Nord Bandiera Rossa in forza alla 19ª DiPL del 3° FPL KSF di stanza nella baia di Yagelnay. Tra il 1975 e il 1976 fu sottoposto a lavori di grande manutenzione. Rientrato in servizio, nella primavera del 1976 partecipò all'esercitazione Star 76 al comando del capitano di prima classe A.A. Koval, completando con successo il lancio di SLBM SS-N-6 Serb. Nel 1978 fu trasferito a Severodvinsk per essere ammodernato secondo il progetto 667AT. Nell'aprile del 1983 il sottomarino prese parte all'esercitazione "Oceano 83" insieme al sottomarini nucleari d'attacco (SSN) della classe Alfa K-316, K-493 e K-463. I  lavori di conversione in SSGN secondo il Progetto 667AT Grusha (nome in codice NATO: Yankee Notch) iniziarono nel 1983 e terminarono nel 1986. I lavori di modifica comportarono un aumento del dislocamento fino a 9.250 tonnellate in emersione, 11.500 tonnellate  in immersione, una lunghezza di 140 m, e una larghezza di 12 m.  Il 4° e il 5° compartimento (missili) dei sottomarini furono tagliati e al loro posto ne fu saldato uno nuovo, che conteneva otto tubi lanciasiluri da 533 mm, posti 4 per lato (situati ad angolo rispetto alla linea centrale della nave). L'armamento di lancio antinave comprendeva 6 tubi lanciasiluri da 533 mm (14 siluri tipi SET-65, SAET-60M e 53-65M).
L'armamento comprendeva tra i 32 missili da crociera subsonici Novator 3K10 Granat (Nome in codice NATO SS-N-21, 8 di pronti impiego e 24 immagazzinati all'interno del sottomarino su apposite rastrelliere. Questa versione venne elaborata per rispettare gli accordi sul disarmo e sulla limitazione delle armi strategiche, ma in realtà erano in grado di effettuare attacchi nucleari. Infatti, i trattati sul disarmo riguardavano gli SLBM, non i missili da crociera (imbarcati in gran numero su questa versione). Le navi così modificate erano dotate di un sistema di navigazione Tobol-667AT migliorato. La profondità massima raggiungibile era di 320 m, mentre quella di collasso 400 m.
Il K-423 rientrò in servizio nel gennaio 1987 assegnato alla 24ª DiPL (24ª Divisione sottomarini) del 3° FPL KSF.  A partire dal giugno di quell'anno il K-423 si trasferì dalla baia di Yagelnay a Severodvinsk dove rimase sino alla fine dell'anno. Periodicamente il sottomarino usciva nel Mar Bianco per svolgere attività di addestramento, come immersioni in acque profonde, e lancio dei missili da crociera Novator 3K10 Granat.
Il K-423 fu ritirato dal servizio il 7 agosto 1994 e immagazzinato con equipaggio ridotto nella baia di Yagelnay.  Nel 2001 fu rimorchiato nella baia di Kut presso il cantiere navale Nerpa (Snežnogorsk) per la successiva demolizione. Nel gennaio 2003 il nocciolo del reattore fu rimosso, e iniziò la demolizione con il compartimento del reattore reso galleggiante e trasferito nella baia di Sayda per lo stoccaggio a lungo termine. La tuga e la sala di controllo del sottomarino (140 tonnellate) furono trasferiti a Krasavino, nell'Oblast' di Vologda, e collocati presso la scuola n.15 come monumento in memoria del marinaio Sergej Anatol'evič Preminin, eroe della Federazione Russa.